# Amestris
Amestris ili Amastris (perz. „prijatelj“) je bila žena Kserksa I., vladara Perzijskog Carstva, odnosno majka njegovog nasljednika Artakserksa I. Njena reputacija vrlo je loša kod antičkih grčkih povjesničara.

## Obitelj
Amestris je bila kćer Otana (prema Herodotu) ili Anafa I. (prema Kteziju), jednog od sedam zavjernika koji su 522. pr. Kr. smaknuli uzurpatora i lažnog kralja Gaumatu. Nakon toga Perzijskim Carstvom zavladao je Darije I. Veliki. Prema grčkom povjesničaru Herodotu, Otan je bio nagrađen diplomatskim brakom; novi veliki kralj oženio se Otanovom kćeri Faedimijom, dok se Otan oženio Darijevom sestrom koja je rodila Amestris. Kada je Darije Veliki umro 486. pr. Kr. Amestris se udala za njegova sina i nasljednika Kserksa I.

## Život
Herodot opisuje Amestris kao okrutnu vladaricu koja je navodno dala sedam sinova perzijskih plemića prinijeti kao žrtvu bogovima, no ta priča se danas smatra bajkom utemeljenoj na Herodotovoj pristranosti; perzijska kraljevska obitelj bila je zoroastrijske vjeroispovjesti u kojoj žrtvovanje ljudi nije bilo dozvoljeno. Herodot također navodi kako je bila vrlo ljubomorna žena koja je dala pogubiti majku Artainte, žene jednog od vlastitih sinova u koju se zaljubio Kserkso, zbog čega se pobunio njegov brat i satrap Masist. Ipak, ovu priču bajkom smatraju svi moderni povjesničari.
Nakon Kserksove smrti Amestris je ostala utjecajna na perzijskom kraljevskom dvoru. Tijekom vladavine njena sina Artakserksa I. (465. – 424. pr. Kr.), njen drugi sin Ahemen ubijen je prilikom pobune u Egiptu. Neposredno nakon toga Egipćane i njihove saveznike Atenjane porazio je perzijski general Megabiz II., koji je kasnije pobunjenicima ponudio sporazum kako bi skratio sukob. Prema grčkom povjesničaru Kteziju, Amestris je bila bijesna zato što Megabiz II. nije kaznio ubojice njena sina. Artakserkso I. se u početku protivio osveti, no nakon pet godina (449. pr. Kr.) odlučio joj je predati egipatskog pobunjenika Inara koji je nabijen na kolac, dok je obezglavljeno i 50 njegovih grčkih pomagača. Amestris je umrla oko 440. pr. Kr.

## U Starom zavjetu
Sudeći prema etimološkim sličnostima, Amestris se u Bibliji spominje kao Vashti, a Kserkso I. kao Ahasuerus. Američki jezikoslovac Robert Dick Wilson koji je poistovjetio njihova imena spominje kako su nazivi „Amestris“ i „Ester“ izvedenice akadske riječi Ammi-Ishtar ili Ummi-Ishtar.

## Vanjske poveznice
- Amestris (Livius.org, Jona Lendering)
- Ktezije: „Persica“ (Livius.org) Arhivirana inačica izvorne stranice od 11. siječnja 2012. (Wayback Machine)
- Amestris (AncientLibrary.com)  Arhivirana inačica izvorne stranice od 29. srpnja 2005. (Wayback Machine)